# Lennart Fagerlund
Lennart Sven Arne Fagerlund (né le 2 avril 1952) est un ancien coureur cycliste suédois.

## Biographie
Spécialiste du contre-la-montre par équipes, il devient champion du monde de la discipline en 1974 avec Bernt Johansson, Sven-Åke Nilsson et Tord Filipsson. Fagerlund est sociétaire au club cycliste local du Mariestadtcyklisten. Il travaille maintenant comme professeur d'éducation physique dans une école à Uddevalla[réf. souhaitée].

## Palmarès
- 1970
  - Champion des Pays nordiques sur route juniors
- 1972
  - Champion des Pays nordiques du contre-la-montre par équipes (avec Tord Filipsson, Leif Hansson et Sven-Åke Nilsson)
  - 6e du contre-la-montre par équipes aux Jeux olympiques
- 1973
  -  Champion de Suède du contre-la-montre par équipes (avec Bernt Johansson et Anders Gåvertsson)
  - 10e étape de la Milk Race
  -  Médaillé de bronze au championnat du monde du contre-la-montre par équipes
  - 3e du championnat des Pays nordiques du contre-la-montre par équipes
- 1974
  -  Champion du monde du contre-la-montre par équipes (avec Sven-Åke Nilsson, Bernt Johansson et Tord Filipsson)
  - Champion des Pays nordiques du contre-la-montre par équipes (avec Sven-Åke Nilsson, Leif Hansson et Tord Filipsson)
- 1975
  - Champion des Pays nordiques du contre-la-montre par équipes (avec Tord Filipsson, Bernt Johansson et Tommy Prim)
  -  Champion de Suède du contre-la-montre par équipes (avec Bernt Johansson et Lennart Johansson)
  - 4e étape des Sex-Dagars
- 1976
  -  Champion de Suède du contre-la-montre par équipes (avec Bernt Johansson et Lennart Johansson)
  - 2e du championnat de Suède sur route
  - 3e du championnat des Pays nordiques du contre-la-montre par équipes
- 1977
  - Champion des Pays nordiques du contre-la-montre par équipes (avec Tord Filipsson, Claes Göransson et Alf Segersäll)
  - 7e du championnat du monde du contre-la-montre par équipes
- 1978
  - 2e de la Milk Race
  - 8e du championnat du monde du contre-la-montre par équipes
- 1979
  -  Champion de Suède sur route